# Sophie Marceau
Sophie Marceau (nume la naștere Sophie Danièle Sylvie Maupu; n. 17 noiembrie 1966) este o actriță, regizoare de film, scenaristă și autoare franceză, care a apărut în peste 35 de filme. În timpul adolescenței a devenit populară prin filmele ei de debut La Boum (1980) și La Boum 2 (1982), pentru care a primit César Award for Most Promising Actress. În afară de filmele făcute în limba franceză ea a jucat și în Braveheart (1995), ca Bond Girl în The World Is Not Enough (1999).
|  |

## Filmografie

### Actriță
| An   | Titlu                                       | Rol                             | Note                                         |
| ---- | ------------------------------------------- | ------------------------------- | -------------------------------------------- |
| 1980 | La Boum                                     | Vic Beretton                    | The Party                                    |
| 1982 | La Boum 2                                   | Vic Beretton                    | The Party 2                                  |
| 1984 | Fort Saganne                                | Madeleine de Saint-Ilette       |                                              |
| 1984 | Joyeuses Pâques                             | Julie                           | Happy Easter                                 |
| 1985 | L'amour braque                              | Mary                            | Mad Love                                     |
| 1985 | Police                                      | Noria                           |                                              |
| 1986 | Descente aux enfers                         | Lola Kolber                     | Descent Into Hell                            |
| 1988 | L'Étudiante                                 | Valentine Ezquerra              | The Student                                  |
| 1988 | Chouans!                                    | Céline                          |                                              |
| 1989 | My Nights Are More Beautiful Than Your Days | Blanche                         | Mes nuits sont plus belles que vos jours     |
| 1990 | Pacific Palisades                           | Bernadette                      |                                              |
| 1991 | Pour Sacha                                  | Laura                           | For Sacha                                    |
| 1991 | La note bleue                               | Solange Sand                    | The Blue Note                                |
| 1993 | Fanfan                                      | Fanfan                          | Fanfan & Alexandre                           |
| 1994 | Revenge of the Musketeers                   | Eloïse d'Artagnan               | La fille de d'Artagnan D'Artagnan's Daughter |
| 1995 | Braveheart                                  | Isabella of France              |                                              |
| 1995 | Beyond the Clouds                           | The Girl in Portofino           | Al di là delle nuvole                        |
| 1997 | Anna Karenina                               | Anna Karenina                   |                                              |
| 1997 | Marquise                                    | Marquise du Parc                |                                              |
| 1997 | Firelight                                   | Élisabeth Laurier               |                                              |
| 1999 | Lost & Found                                | Lila Dubois                     |                                              |
| 1999 | A Midsummer Night's Dream                   | Hippolyta                       |                                              |
| 1999 | The World Is Not Enough                     | Elektra King                    |                                              |
| 2000 | Fidelity                                    | Clélia                          | La fidélité                                  |
| 2001 | Belphegor, Phantom of the Louvre            | Lisa                            | Belphégor – Le fantôme du Louvre             |
| 2003 | Alex & Emma                                 | Polina Delacroix                |                                              |
| 2003 | Je reste!                                   | Marie-Dominique Delpire         | I'm Staying!                                 |
| 2003 | Les clefs de bagnole                        | La clapman                      | The Car Keys                                 |
| 2004 | Nelly                                       | Nelly                           | À ce soir                                    |
| 2005 | Anthony Zimmer                              | Chiara Manzoni                  |                                              |
| 2007 | Trivial                                     | Lucie / Victoria                | La disparue de Deauville                     |
| 2008 | Female Agents                               | Louise Desfontaines             | Les femmes de l'ombre                        |
| 2008 | LOL (Laughing Out Loud)                     | Anne                            |                                              |
| 2008 | De l'autre côté du lit                      | Ariane Marciac                  | Changing Sides                               |
| 2009 | Don't Look Back                             | Jeanne #1                       | Ne te retourne pas                           |
| 2009 | Cartagena                                   | Muriel                          | L'homme de chevet                            |
| 2010 | With Love... from the Age of Reason         | Marguerite alias Margaret Flore | L'âge de raison                              |
| 2012 | Happiness Never Comes Alone                 | Charlotte                       | Un bonheur n'arrive jamais seul              |
| 2013 | Arrêtez-moi                                 | La coupable                     | Stop Me                                      |
| 2014 | Quantum Love                                | Elsa                            | Une rencontre                                |
| 2014 | The Missionaries                            | Judith Chabrier                 | Tu veux ou tu veux pas                       |

### Scenarist și regizor
| An   | Titlu               | Note                     |
| ---- | ------------------- | ------------------------ |
| 1995 | L'aube à l'envers   |                          |
| 2002 | Speak to Me of Love | Parlez-moi d'amour       |
| 2007 | Trivial             | La disparue de Deauville |